# Береш, Александр Михайлович
Алекса́ндр Миха́йлович Бе́реш (укр. Олександр Михайлович Береш; 12 октября 1977, Первомайск, Луганская область — 29 февраля 2004, Обуховское шоссе, под Киевом) — украинский гимнаст, серебряный и бронзовый призёр летних Олимпийских игр 2000 года.

## Карьера

### Ранние годы
Начал заниматься гимнастикой в спорткомплексе «Юность». Первым тренером Береша была Нина Колесникова, тренер в Первомайской ДЮСШ. Через полгода попал к Леониду Гурову. До второго класса также занимался футболом, позднее по решению Гурова выбрал гимнастику.
Некоторое время учился в Луганском спортинтернате, затем вернулся домой. Вскоре стал заниматься и под руководством Игоря Писаренко. На первых соревнованиях в Луганской области занял третье призовое место и первое по физической подготовке.

### Дебют в сборной
Спустя несколько лет тренировок перебрался в Херсонский спортинтернат, куда был приглашён Игорь Писаренко в качестве старшего тренера. В шестом классе попал в резерв сборной Украины. В 17 лет дебютировал в основном составе. Под руководством Игоря Коробчинского завоевал ряд наград на чемпионатах мира, Европы и Олимпийских играх.

### Международная известность
Выступал в сборной с 1994 года под десятым и одиннадцатым номерами. В 1996 году получил травму локтя и быстро восстановился, поступил в институт. Тем временем в сборной сменилось руководство: старшим тренером стал Владимир Шаменко, который поссорился с Берешем. Тот в итоге перестал ходить на тренировки и занялся учёбой. После отстранения Шаменко и прихода Анатолия Шемякина на должность главного тренера Береш вернулся в команду.
В 1997 году в Венгрии прошли международные соревнования, где Украину представлял только Береш, одержавший победу. В 1997 году на чемпионате мира занял 9-е место. Выступая против Ивана Иванкова и Алексея Немова, Береш занял третье место на перекладине. С 1998 по 1999 годы Береш многократно выигрывал Гран-при, но на официальных чемпионатах мира и Европы терпел неудачи.
В 2000 году Коробчинский пригласил Береша тренироваться к себе. Под его руководством в 2000 году Береш стал абсолютным чемпионом Европы, а в Сиднее завоевал командную серебряную медаль и бронзовую в многоборье. С 2001 года не выступал в многоборье из-за болей в плечах. В 2004 году планировал в составе олимпийской сборной выиграть золотую медаль и вернуться в многоборье.

## Гибель
Вечером 29 февраля 2004 года Береш вместе с товарищем по сборной Сергеем Вяльцевым на автомобиле Peugeot 307 возвращался в Киев с олимпийской базы в Конча-Заспе, где был в гостях у своего друга. Во время выезда на Обуховскую трассу под Киевом машина Береша попала в аварию, столкнувшись с BMW 740 с номерами Верховной Рады. За рулём была Наталья Мартынюк, дочь первого заместителя Председателя Верховной Рады Адама Мартынюка. Береш погиб на месте.

## Личная жизнь
Рос без отца. Супруга Светлана, дочь Валерия.

## Государственные награды, премии и стипендии
- Орден «За заслуги» III степени (06.10.2000)[4]
- Стипендия Кабениета Министров Украины для знаменитых спортсменов, тренеров и деятелей физической культуры и спорта (26.04.2002)[5]
- Премия Кабинета Министров Украины за вклад молодёжи в развитие государства (за спортивные достижения) (27.06.2003)[6]
- Стипендия Кабениета Министров Украины для знаменитых спортсменов, тренеров и деятелей физической культуры и спорта (17.07.2003)[7]
- Государственная стипендия (получатель — дочь погибшего — Береш Валерия Александровна) (01.04.2004)[8]

## Память
Ежегодно на Украине проходит турнир памяти Александра Береша: 12 октября, в день рождения Александра, он проходит в Первомайске, а 29 февраля, в день гибели — в Херсоне. Выигравший соревнования на параллельных брусьях в Афинах Валерий Гончаров посвятил свою золотую медаль Александру Берешу.